# Cecilia Nahón
María Cecilia Nahón (Buenos Aires, 17 de mayo de 1974) es una economista, diplomática y política argentina que se desempeñó como embajadora de su país en los Estados Unidos entre 2013 y 2015. Anteriormente se había desempeñado como Secretaria de Relaciones Económicas Internacionales de la Cancillería Argentina.

## Carrera
Es egresada del Colegio Nacional de Buenos Aires y licenciada en Economía de la Universidad de Buenos Aires (UBA). También tiene un máster of Science en Desarrollo de la London School of Economics (LSE) y obtuvo un doctorado de Ciencias Sociales en la Facultad Latinoamericana de Ciencias Sociales (FLACSO). Su tesis en la FLACSO fue sobre «la financiación externa y el desarrollo económico en América Latina: los casos de Argentina y México en los años noventa». Allí también fue docente e investigadora.
Ejerció por una década la  investigación y docencia en la Universidad FLACSO y la Universidad Nacional de Quilmes.  Formó parte de la Cancillería Argentina por cinco años (2011-2015), representando al país como Secretaria de Relaciones Económicas Internacionales, Embajadora en Estados Unidos y Sherpa del G20. Desde 2016 se dedica de lleno al ámbito académico en la escuela de Asuntos Internacionales de la American University en Washington D. C. y dirige el programa educativo “Modelo G20” de dicha universidad.
Cercana al entonces ministro de economía Kicillof  fundó con el  la agrupación universitaria TNT en la Facultad de Ciencias Económicas de la UBA y el Centro de Estudios para el Desarrollo Argentino, think tank de donde salieron los colaboradores de Kicillof. Además, es cercana a La Cámpora.
Nahón fue docente en la Universidad de Quilmes y becaria del CONICET. Se desempeñó como analista de planeamiento estratégico del Grupo IRSA. Entre mayo de 2008 y 2010 se desempeñó como gerenta de Estrategia y Ambiente de Inversión en la Agencia Nacional de Desarrollo de Inversiones.

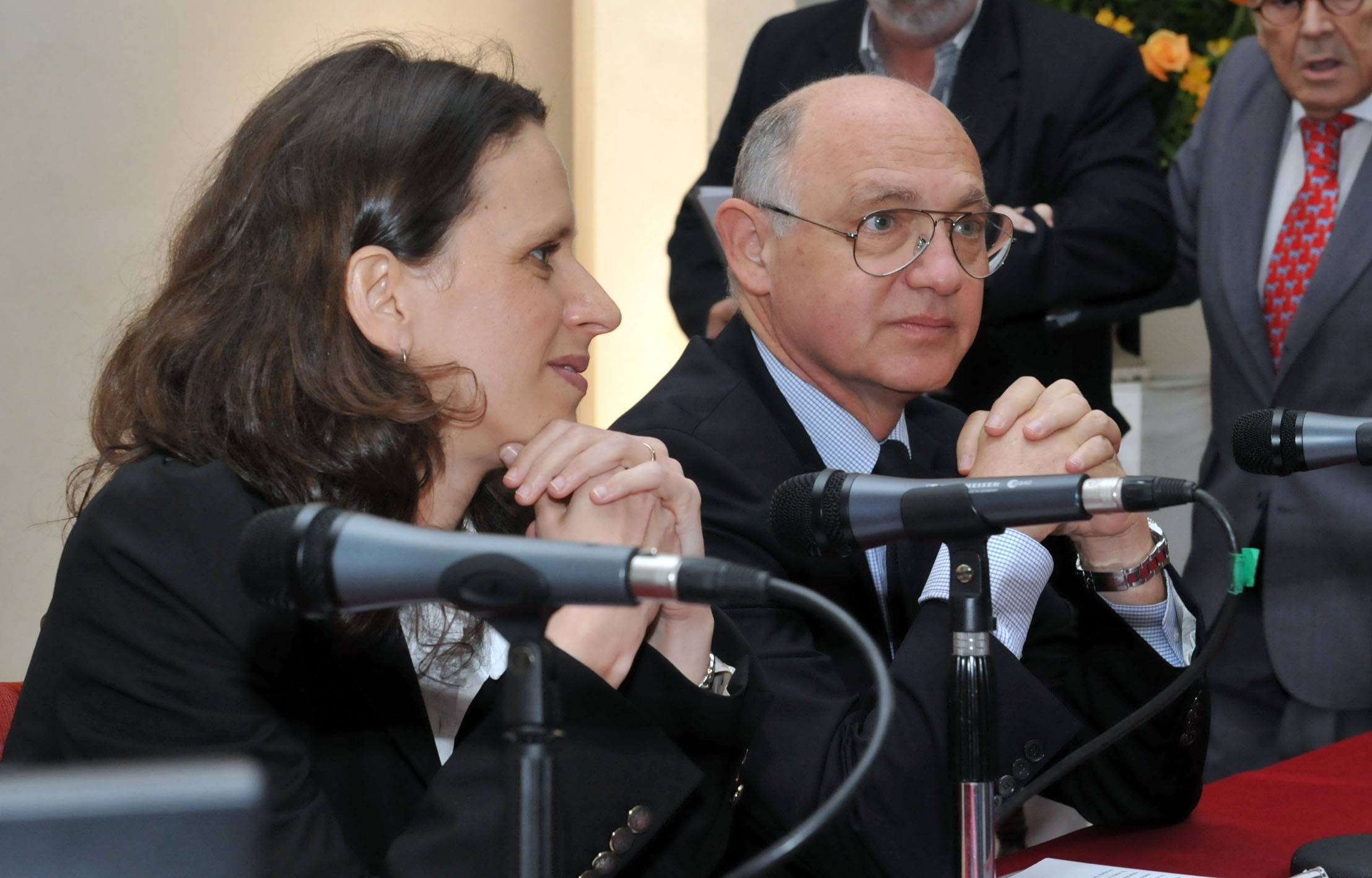
Nahón con Héctor Timerman en 2012.

En 2010 fue nombrada subsecretaria de Desarrollo de Inversiones de la Cancillería argentina y en diciembre de 2011 fue nombrada titular de la Secretaría de Comercio y Relaciones Económicas de la Cancillería en reemplazo de Luis María Kreckler.
Durante ese tiempo se desempeñó como delegada de Argentina en el G-20, a cargo de la representación ante la Organización Mundial del Comercio. También actuó como coordinadora nacional del Grupo Mercado Común del Mercosur y como secretaria del Consejo de Administración de la Fundación Exportar. Coordinadora del Grupo del Mercado Común (GMC) del Mercosur y Jefa Negociador por Argentina en las negociaciones Mercosur – Singapur.
El 17 de diciembre de 2012 fue designada embajadora de Argentina en los Estados Unidos, presentando sus credenciales oficialmente el 19 de febrero de 2013. Reemplazó en el cargo a Jorge Argüello, nombrado embajador en Portugal.
Durante su gestión como embajadora, Nahón fue activa en defender la postura argentina ante las negociaciones con los fondos buitre. Continuamente envió cartas a congresistas y senadores del Congreso estadounidense planteándoles la posición argentina. También se ha reunido con el Departamento de Estado de los Estados Unidos para obtener apoyo del gobierno estadounidense.
Además fue la encargada de solicitar al gobierno estadounidense por el paradero de Jaime Stiusso y de obtener el apoyo de EEUU en el reconocimiento de la soberanía argentina sobre malvinas. Cecilia Nahón fue la oradora invitada por director del Center for Politics. También participó por la Embajada Argentina en los Estados Unidos, la Iniciativa para el Diálogo Político en la Universidad de Columbia, el Initiative for Policy Dialogue de Columbia University y la Red Jubileo de EE. UU.
Dentro de la Embajada se colocó la placa conmemorativa a las víctimas de la última dictadura, para dar lugar a la entrega de distinciones a cinco referentes de los derechos humanos en Washington: Jo Marie Griesgraber que, luego de su visita a Buenos Aires en 1977 como miembro de la organización WOLA (Oficina en Washington para América Latina), trabajó para difundir la situación en Argentina y colaboró para lograr la visita a nuestro país de la misión de la CIDH en 1979.
En septiembre de 2015 publicó una nota de su autoría en el periódico The Huffington Post republicada en varios medios estadounidense sobre la postura argentina en la cuestión de las Islas Malvinas.
A fines de noviembre de 2015, anuncio el fin de su misión diplomática en la embajada argentina. No regresó a la Argentina, ya que su marido trabaja en la capital estadounidense y sus hijos acuden a la escuela allí. Carlos Mascias, encargado de negocios, quedó temporalmente a cargo de la embajada. En diciembre de 2015, Mauricio Macri designó a Martín Lousteau en el cargo.

## Vida personal
En cuanto a su vida personal, está casada con el diplomático Sergio García Gómez quien fue designado representante de México en EE.UU y tiene dos hijos. En 2014 su esposo fue designado como consejero en la embajada de México en Washington D. C.